# Charles Malankiewicz
Charles Malankiewicz, né le 12 mars 1802 à Dzików et mort le 13 octobre 1877 à Paris, est un artiste peintre polonais.

## Biographie
Karol Malankiewicz est le fils de Bazil Malankiewicz et de Maria Mroczka.
Engagé dans l'armée polonaise dès 1824, il intègre l’école des élèves-officiers de Varsovie. 
En 1830, il participe à Insurrection de Novembre et obtient le grade de lieutenant en juin 1831.
Alors qu'il franchit la frontière prusse avec le général Maciej Rybiński, il est fait prisonnier et interné. Après sa libération, il trouve l'exil en France en 1832. Il sera fait chevalier dans l'Ordre militaire de Virtuti Militari (croix d’or no 1551).
Il est placé à Avignon où il copie des peintures dans un musée. Il arrive à Tulle en juin 1833 puis à Paris en août. 
Il épouse Caroline Belher, qui donne naissance à leur fils Charles en 1834. Il sollicite la Société de secours aux étudiants polonais afin d'étudier plus aisément la peinture, requète appuyée par les recommandations du colonel Breański et du peintre Durand-Duclos. Il travaille dès lors dans les ateliers du baron Gros.
En mai 1835, il devient membre de la Société polytechnique polonaise. 
Élève de Paul Delaroche, puis d'Horace Vernet car il souhaite devenir peintre de batailles, il expose au Salon de 1840 à 1868. 
En 1844, il reçoit une médaille d'or pour son tableau Napoléon Ier quittant Wilna, acquis finalement par l'Empereur de Russie. Il se retire de la vie parisienne et part pour Cahors.
En 1862, il s'installe à Bourges.
Devenu veuf, il prend pour domicile la maison de repos Œuvre de Saint-Casimir, sise au no 119 de la rue du Chevaleret.
Il y meurt à l'âge de 75 ans.
Il est enterré au cimetière d’Ivry-sur-Seine.